# گیک آزاد

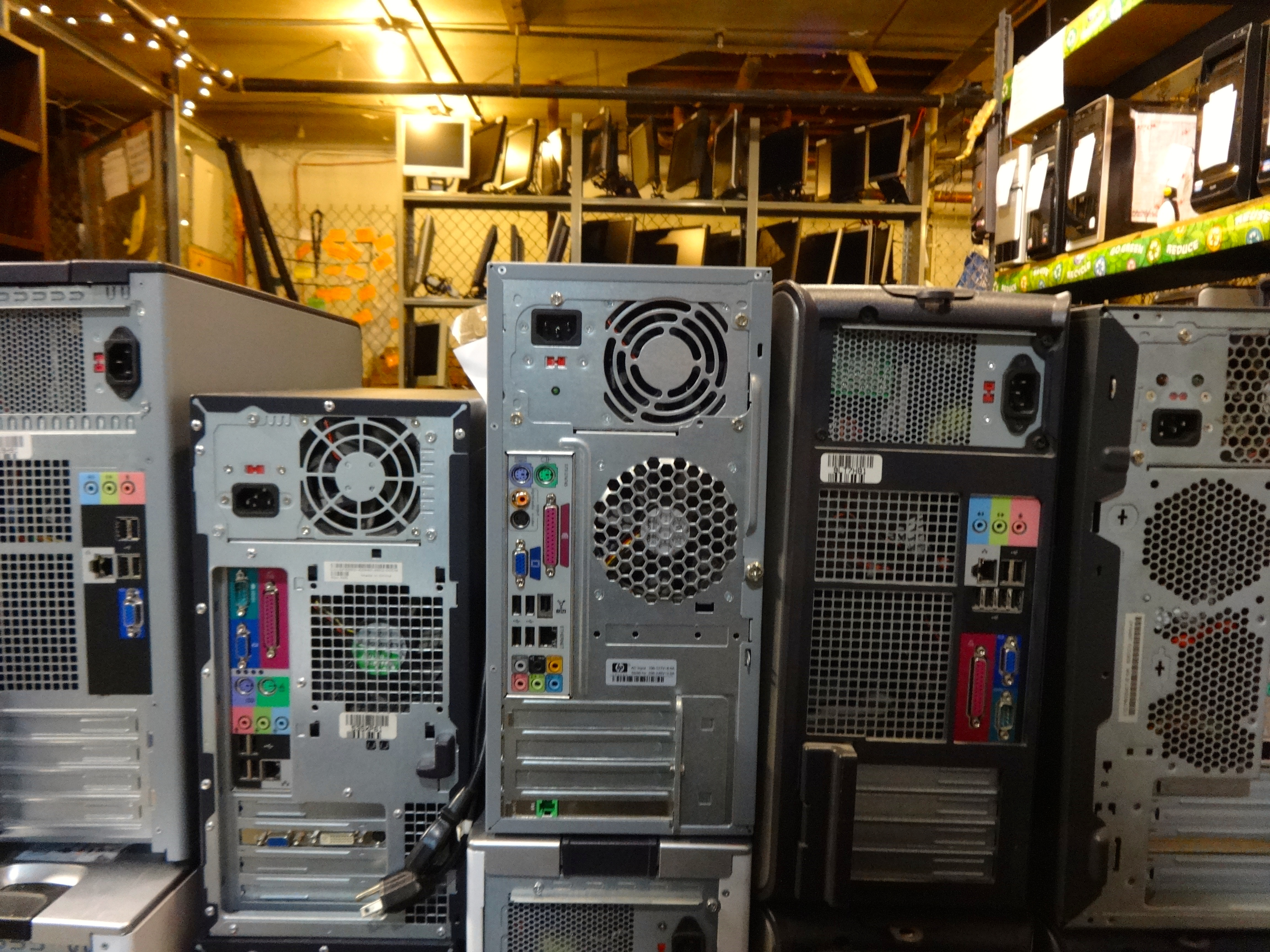
کامپیوترهای گیکِ‌آزاد شیکاگو

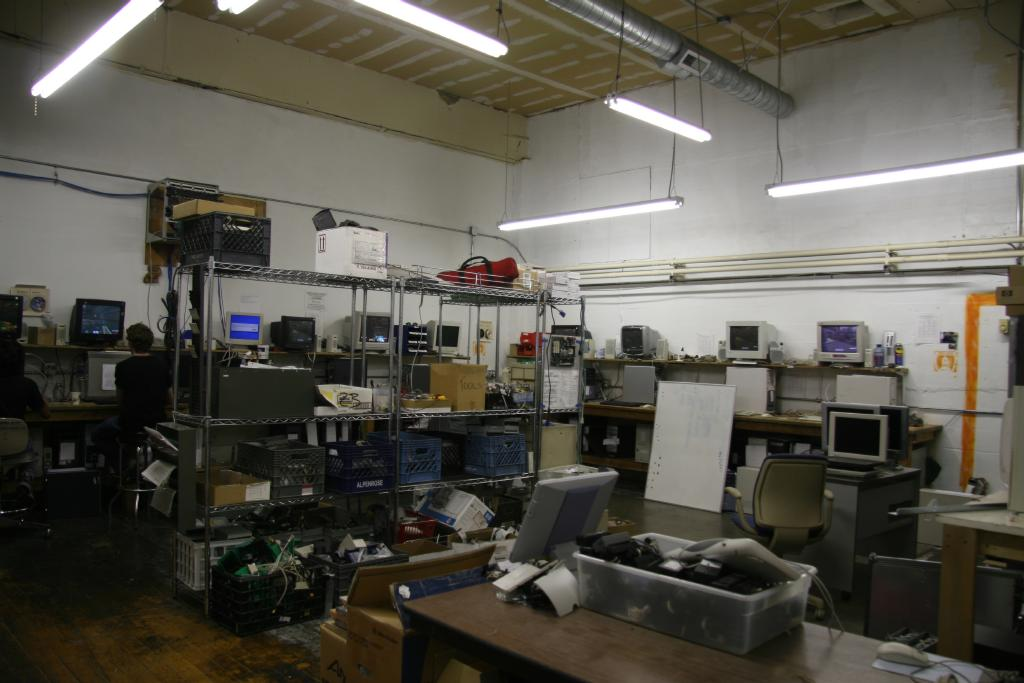
گیک‌آزادِ پورتلند، آموزشگاه بازسازی رایانه

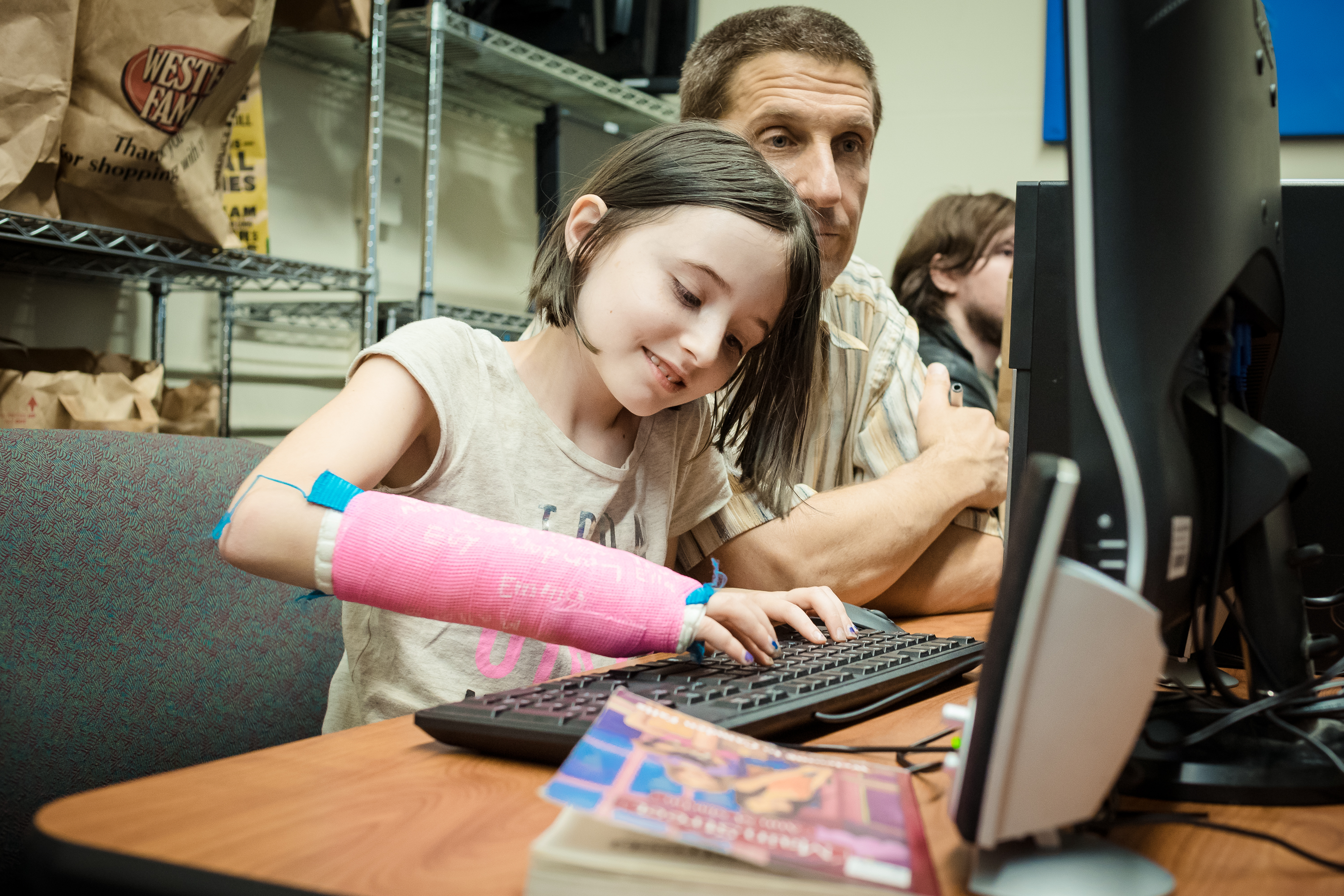
دختربچه‌ای در کلاس‌های گیکِ آزاد

گیکِ آزاد یک سازمان غیرانتفاعی (ناسودبَر) واقع در پورتلند، اورگن است که از سال ۲۰۰۰ فعالیت خود را آغاز کرده‌است. این سازمان دو هدف اصلی دارد؛ بازیافت و استفاده مجدد از قطعات رایانه‌ای برای جلوگیری از تبدیل آن‌ها به مواد زائد خطرناک و کمک به حفظ محیط زیست و همچنین، در دسترس قرار دادن کامپیوتر و سواد رایانه‌ای برای علاقه‌مندانی که توانایی مالی لازم برای تهیه رایانه‌ها و منابع آموزشی آن را ندارند.
کامپیوترهای بازسازی شده گیک آزاد معمولاً به مدارس، کلیساها، سازمان‌های غیرانتفاعی دیگر یا به داوطلبان خود اهدا می‌شود، یا در بازارچه خیریه گیک آزاد به فروش می‌رسد.

## فعالیت‌ها
گیک آزاد کلاس‌های بسیاری را برای داوطلبانش و عموم مردم برگزار می‌کند. کلاس‌ها در حوضه‌های گوناگونی از قبیل: استفاده ابتدایی از رایانه، مباحث پیشرفته رایانه‌ای، خلق هنر دیجیتال، ایمنی اینترنتی و ...  تشکیل می‌شوند.
گیک آزاد در روزهای خاصی از هفته برای محصولاتی که به فروش رسانده یا اهدا کرده‌است پشتیبانی فنی تلفنی ارائه می‌دهد.

## برنامه‌ها
افرادی که مایل به انجام کار داوطلبانه در گیک آزاد هستند معمولاً بین دو گزینه برنامه نگهداری یا برنامه ساخت، یکی را انتخاب می‌کنند. در برنامه نگهداری، داوطلبان نیاز به هیچگونه سواد رایانه‌ای ندارند و می‌توانند بلافاصله مشغول به کار شوند. آن‌ها کارهای ساده‌ای از قبیل پذیرش و رسیدگی اولیه به رایانه‌های اهدایی یا نگهداری و منظم کردن قطعات رایانه‌ای را انجام می‌دهند. به داوطلبانِ برنامه نگهداری، بعد از ۲۴ ساعت کاری، یک رایانه رایگان اهدا می‌شود.(یک کامپیوتر رایگان در هر سال)
در برنامه ساخت، داوطلبان برای تعمیر رایانه‌ها آموزش می‌بینند و با سخت‌افزار رایانه آشنا می‌شوند، همچنین آن‌ها در حین کار نیز به صورت عملی بازسازی رایانه‌ها را فرا می‌گیرند. این دسته از داوطلبان می‌توانند ششمین کامپیوتری که تعمییر کرده‌اند را برای خود نگه دارند.
فعالیت‌های متعدد دیگری نیز وجود دارد که عمدتاً توسط کارآموزان، داوطلبان با سابقه و کارمندان انجام می‌شوند. برای مثال آن‌ها به درخواست مدارس و کلیساها برای دریافت کامپیوتر رایگان، رسیدگی می‌کنند.
در گیکِ آزاد، فن‌سالاران (تکنوکرات‌ها) بر روند کلی فعلیات‌ها نظارت دارند.

## نرم‌افزار آزاد
رایانه‌های بازسازی شده گیک آزاد از لینوکس مینت، اوبونتو، و دیگر نرم‌افزارهای آزاد استفاده می‌کنند. استفاده از نرم‌افزارهای آزاد مزیت‌های فراوانی دارد.
گیک آزاد بدون نیاز به تهیه پروانه های نرم‌افزاری و فارغ از هرگونه درگیری‌های قانونیِ کپی‌رایت، می‌تواند کامپیوترها را به همراه نرم‌افزارهای مورد نیاز در اختیار دیگران قرار دهد، همچنین دریافت کنندگان این رایانه‌ها نیز، بدون پرداخت پول، به مجموعه عظیمی از نرم‌افزارهای آزاد دسترسی دارند و می‌توانند بدون آنکه در شرایط محدود و انحصارِ نرم‌افزاری قرار بگیرند، آزادنه از رایانه و نرم‌افزارهایش استفاده کنند.

## مکان‌ها
علاوه‌بر پورتلند، شهرهای دیگر نیز گیکِ‌آزاد خودشان را تأسیس کرده‌اند.
- فیت‌ویل (آرکانزاس)
- شیکاگو
- ونکوور
- سیاتل، واشینگتن
- سینت پل-مینیاپولیس
- تورنتو
- پراویدنس
- افراتا، پنسیلوانیا (جنوب شرقی پنسیلوانیا)
- آتن، جورجیا
- اسلو

## نگارخانه

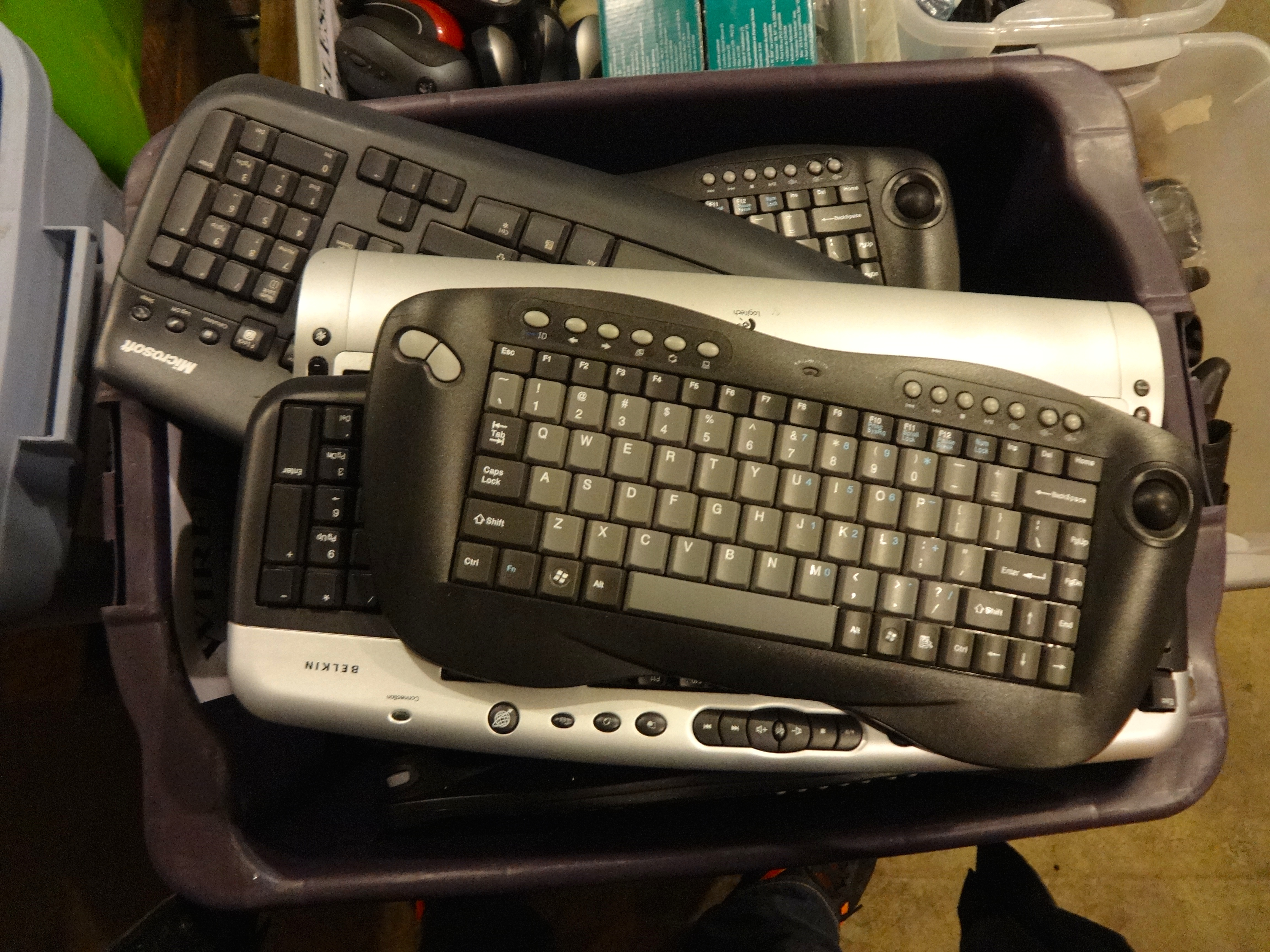
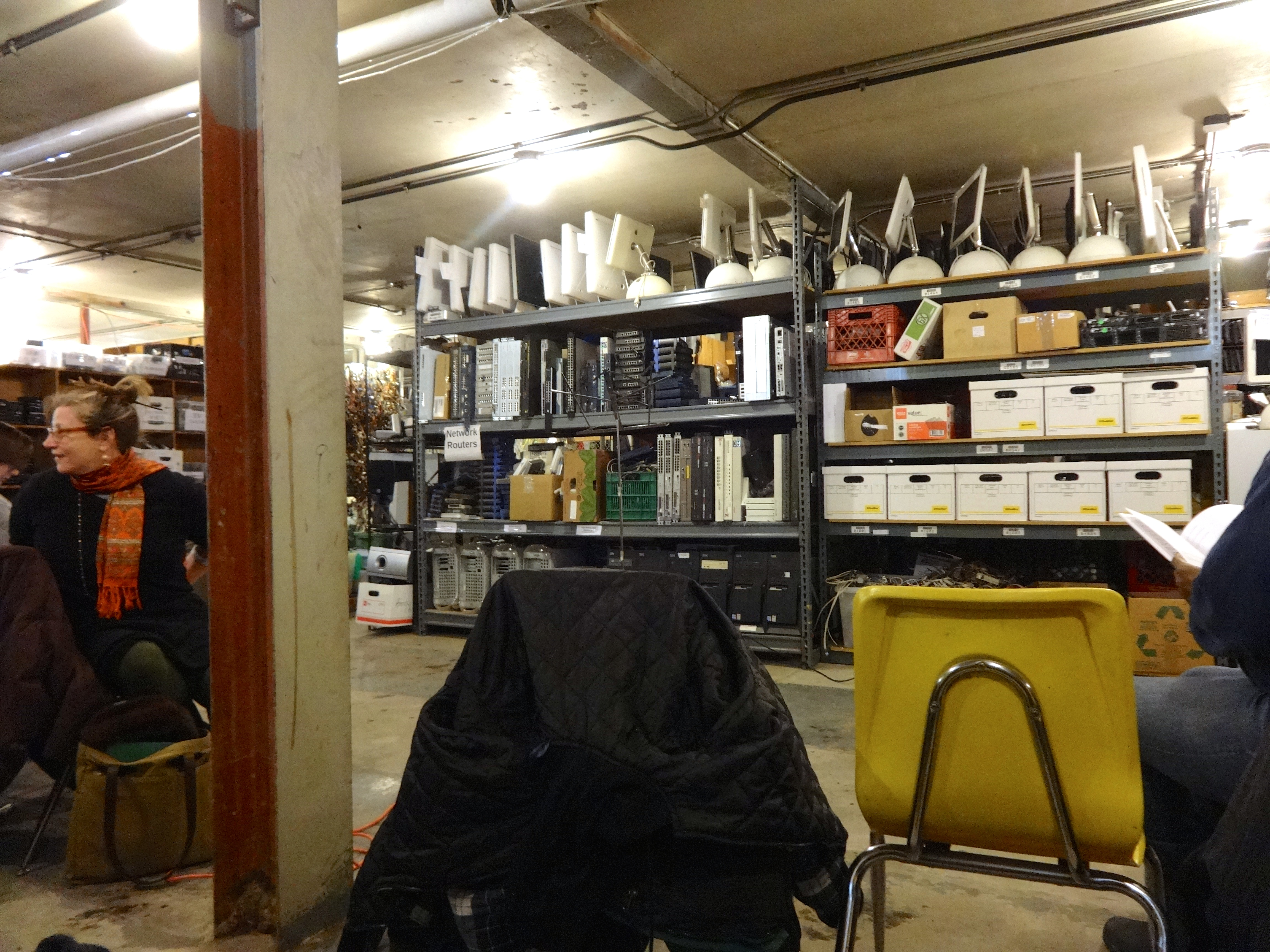
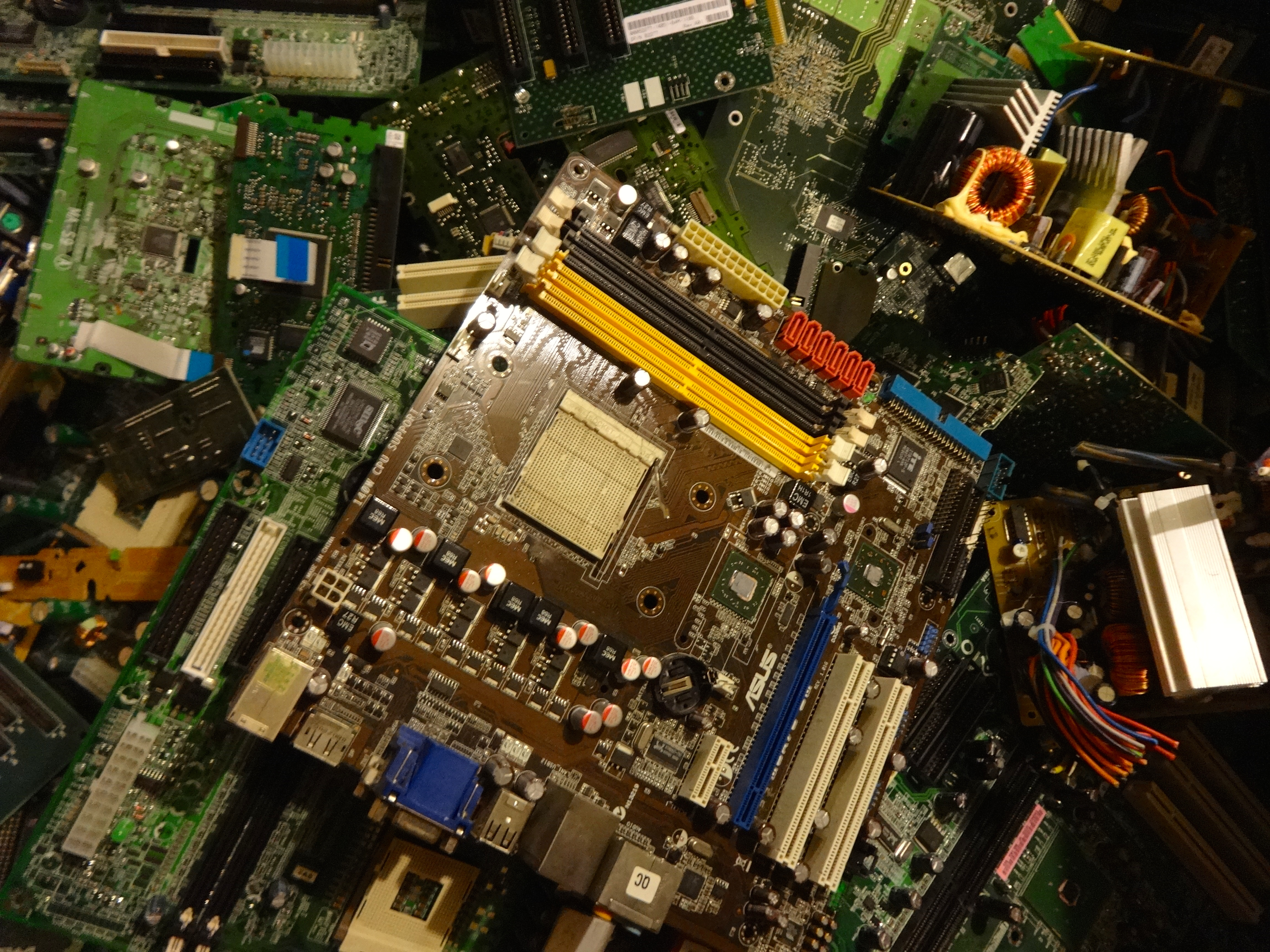
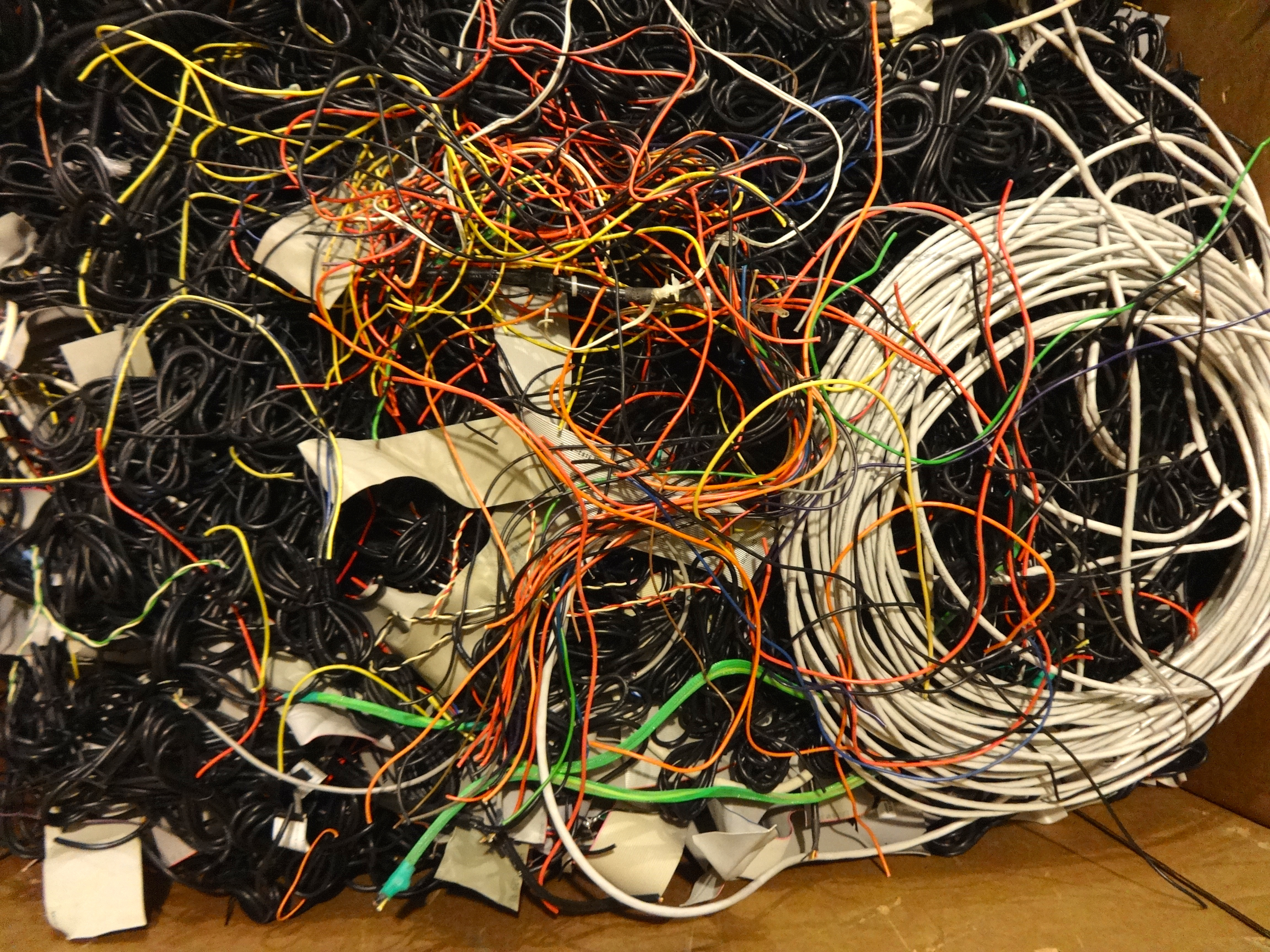
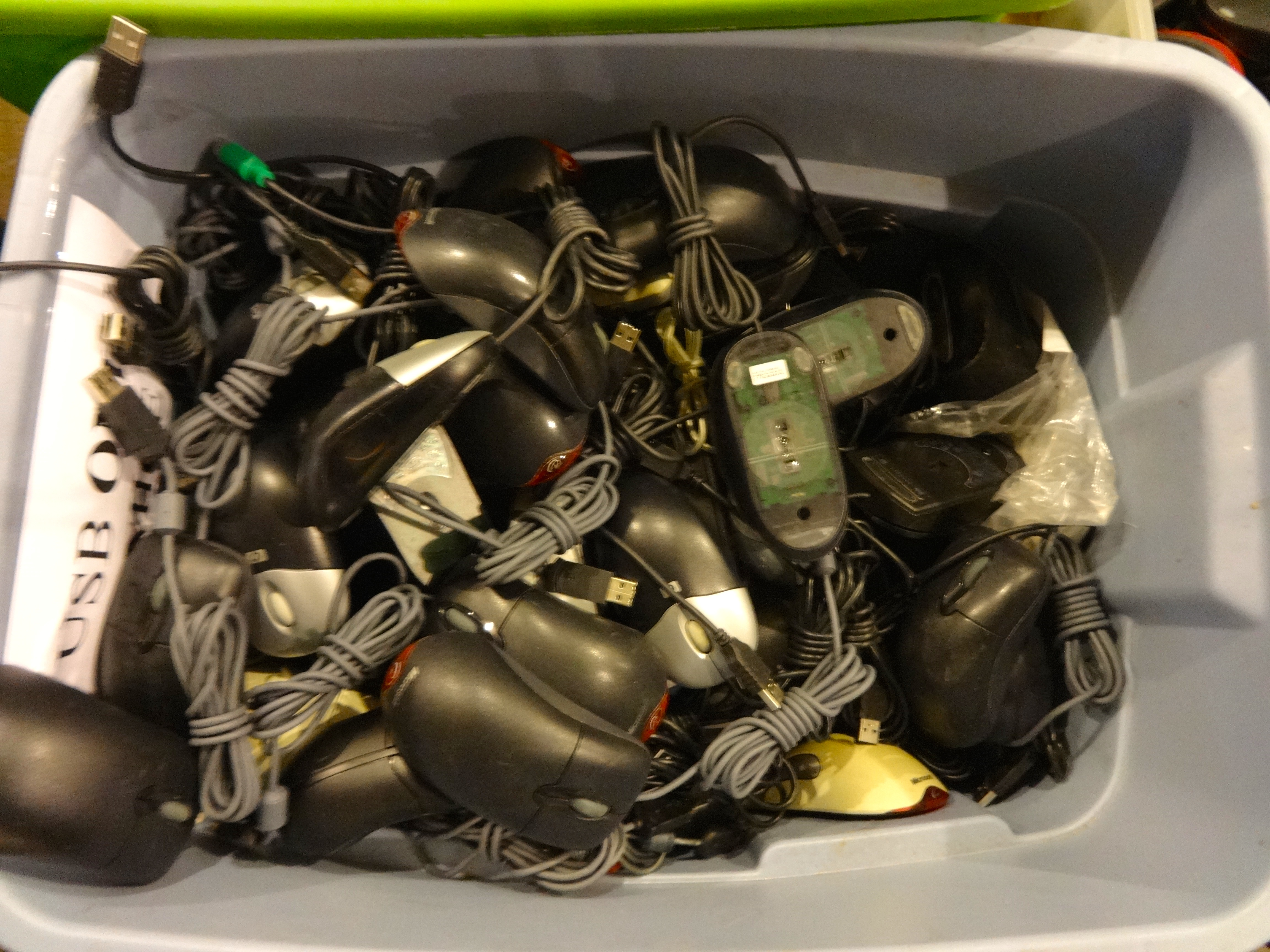
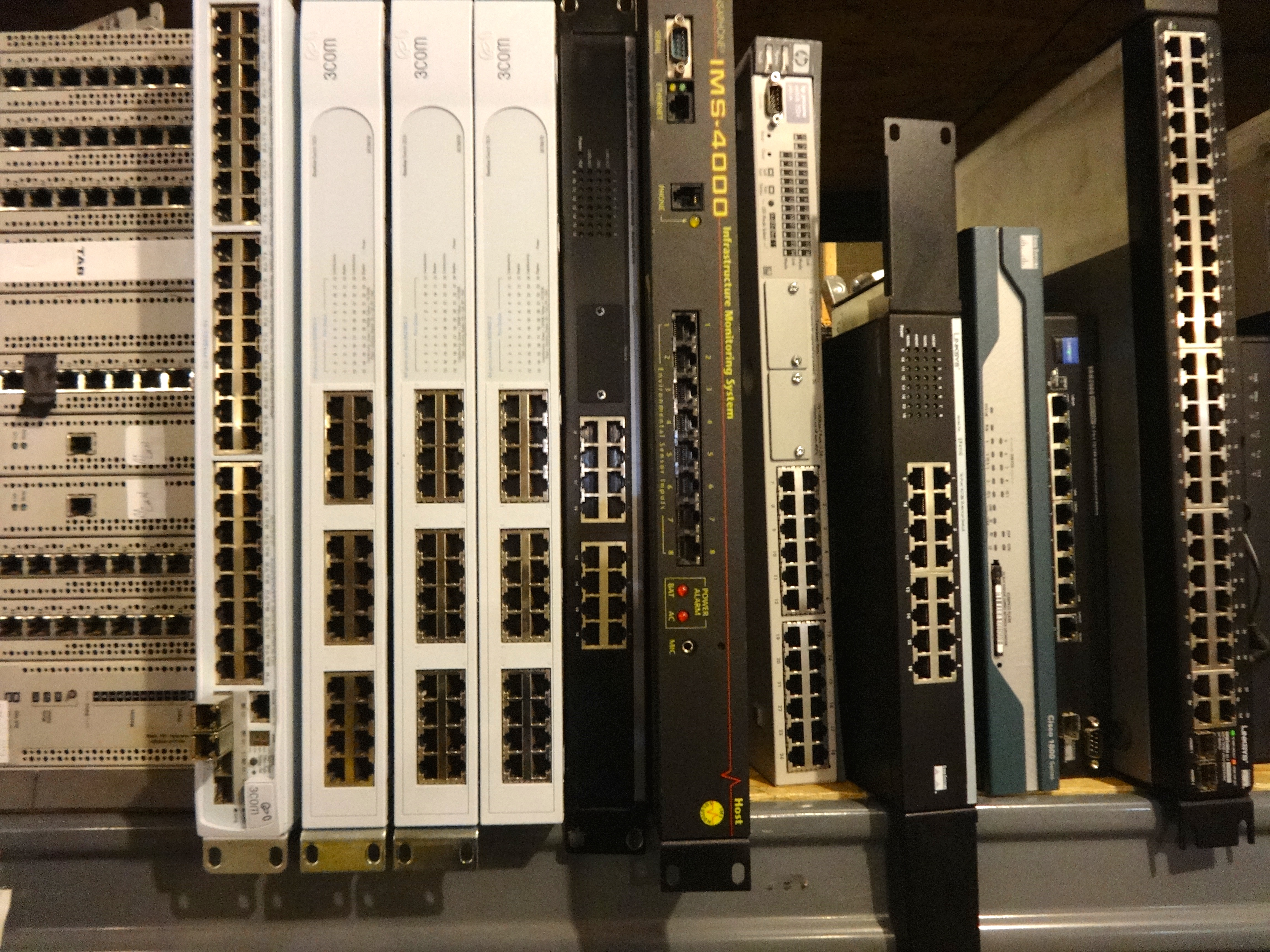
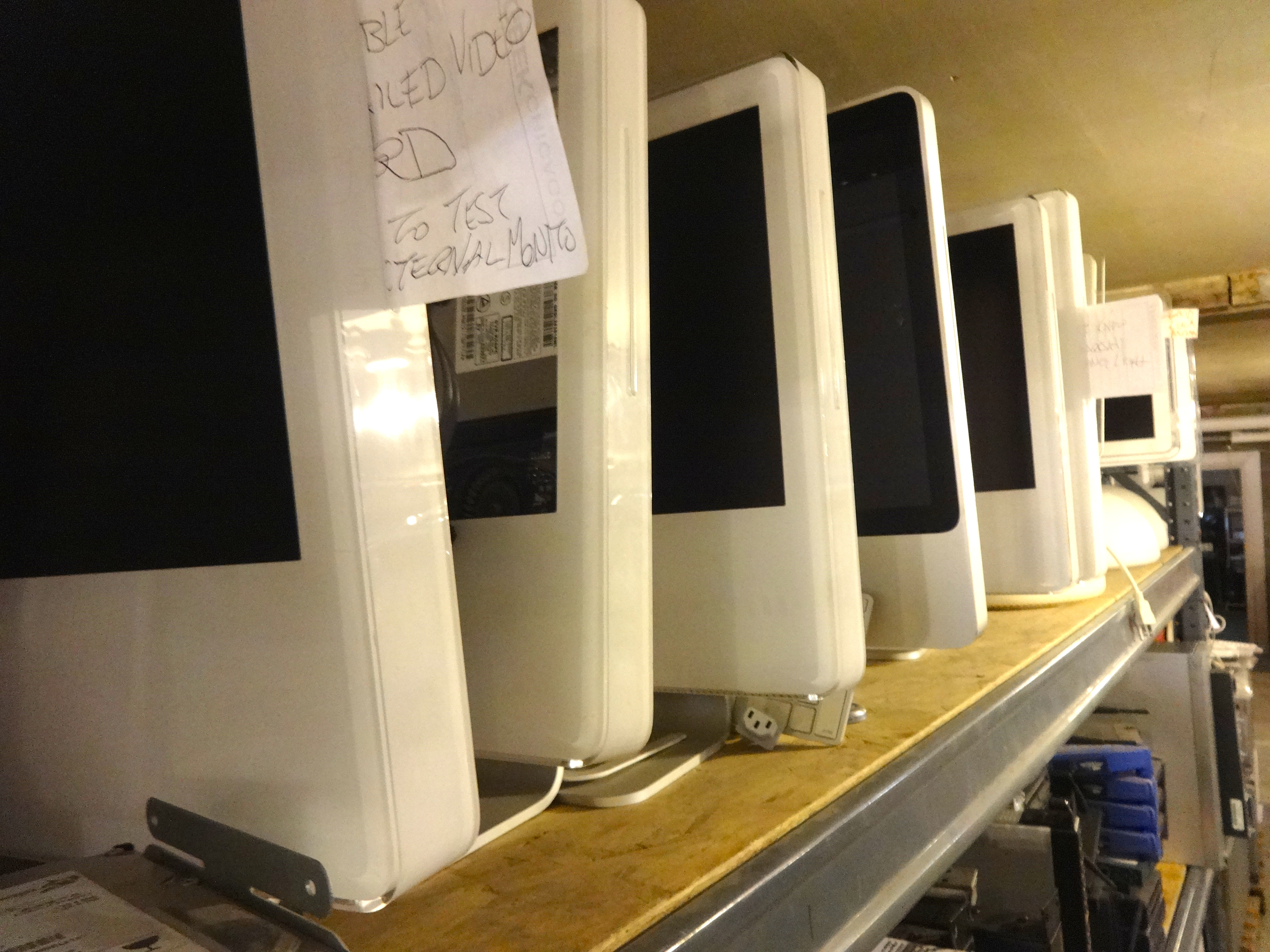
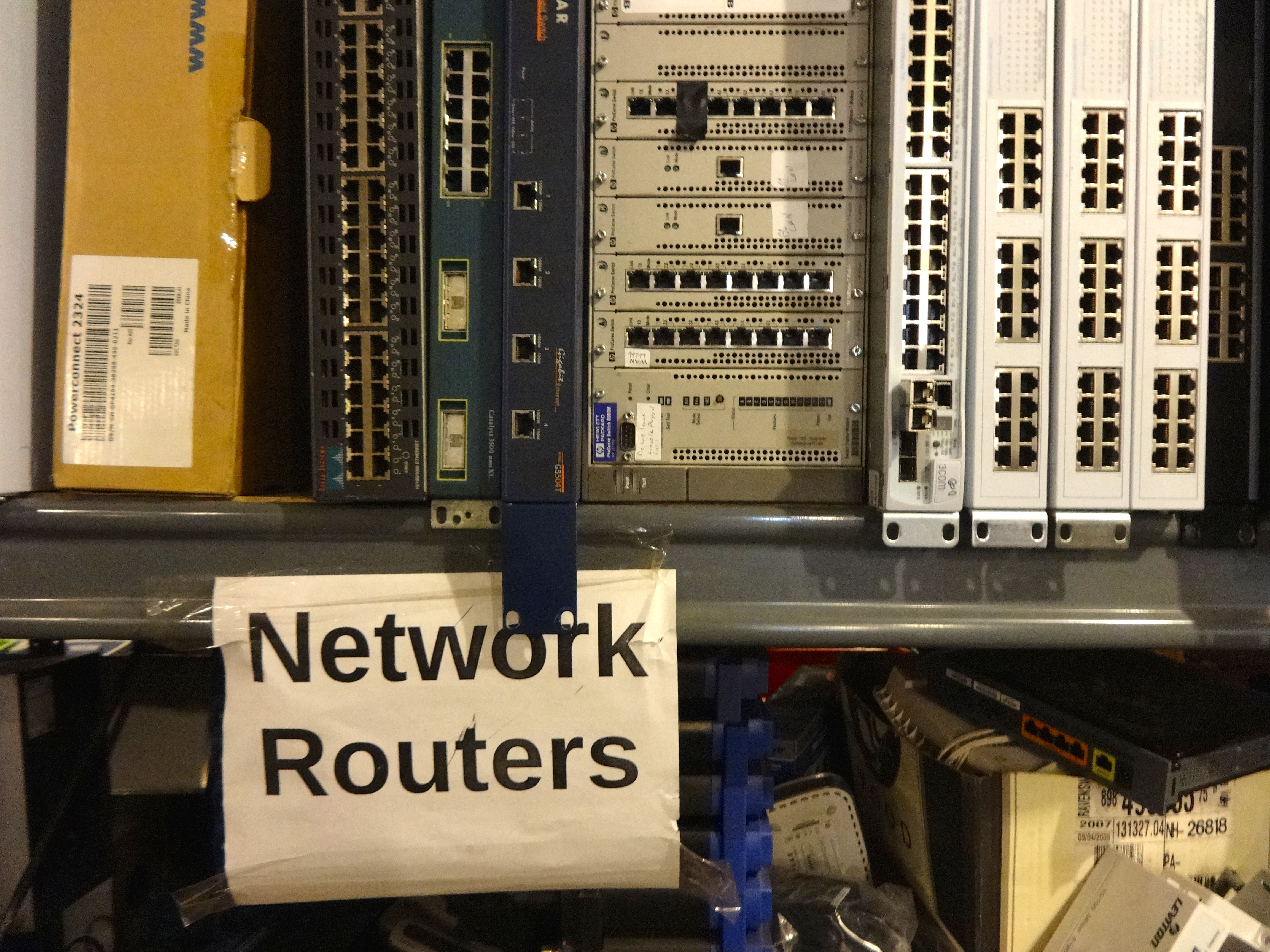
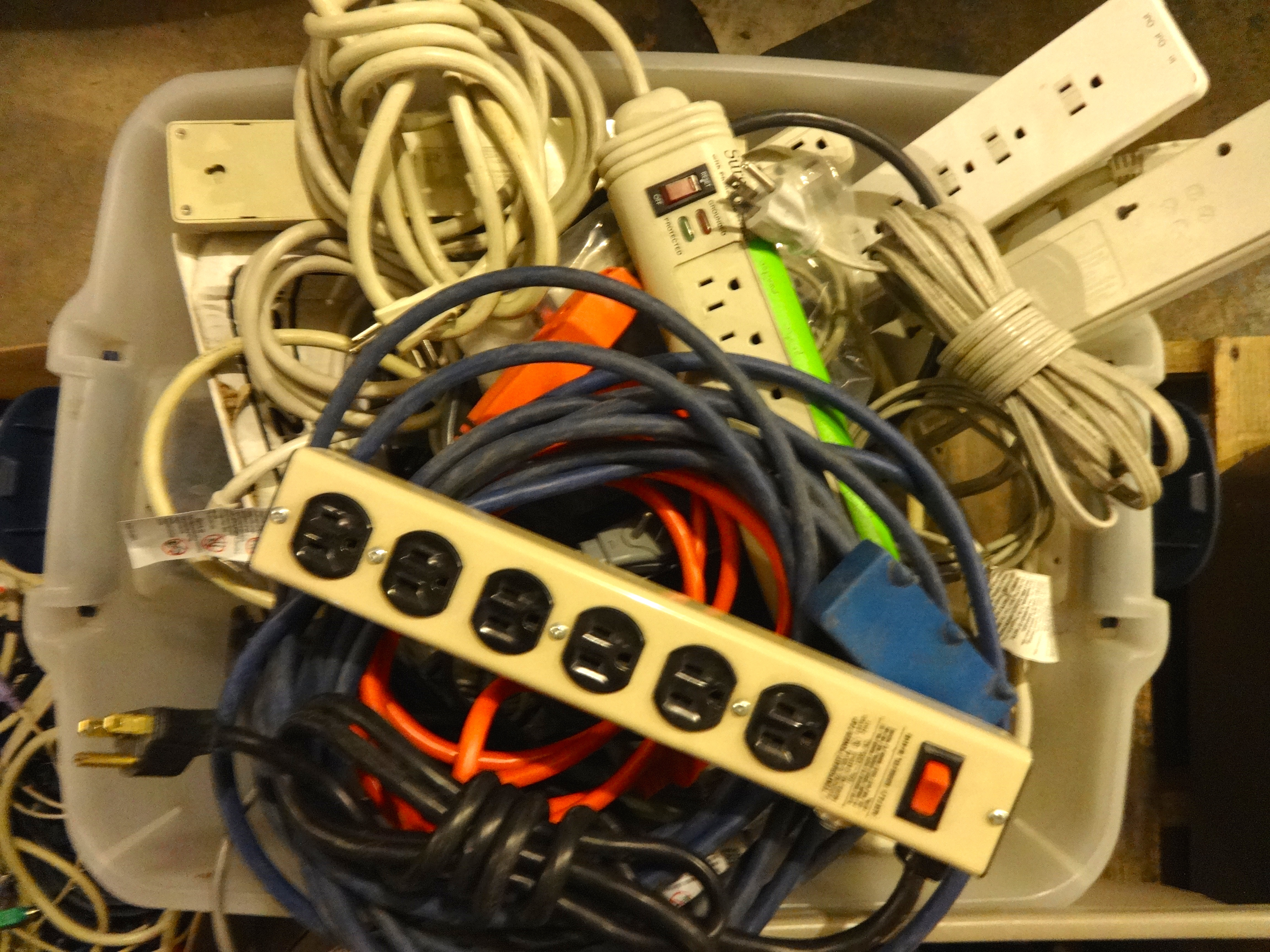
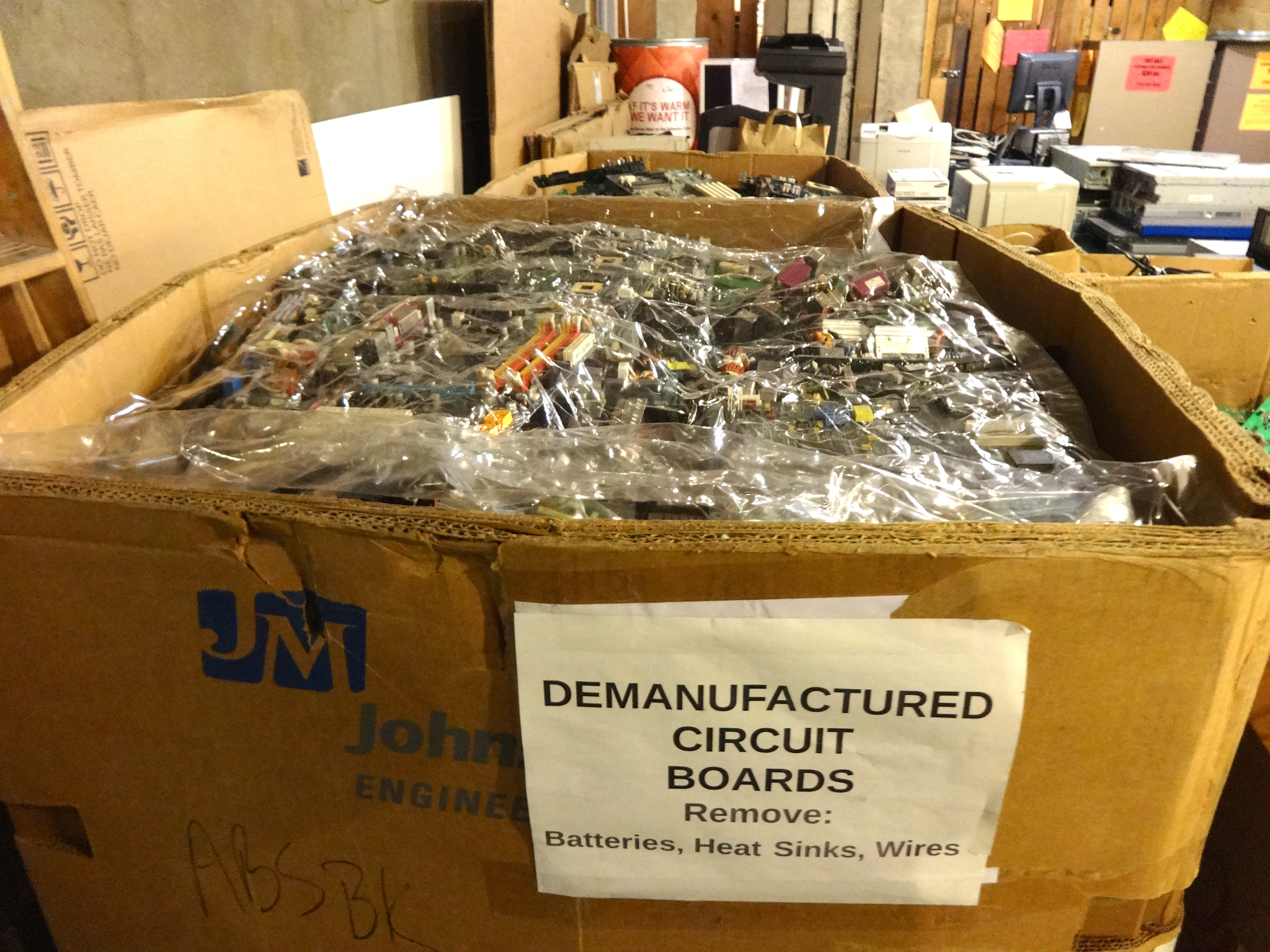